# Islam Kaabeche
Islam Kaabeche (en arabe : إسلام كعباش), né le 6 novembre 1998 en Algérie, est un handballeur international algérien.

## Palmarès

### En équipe d'Algérie
Championnats du monde
- 30e place au Championnat du monde 2025 ( Croatie/ Danemark/ Norvège)